# جان بليز إيفيكوز
جان بليز إيفيكوز (مواليد 27 نوفمبر 1953) هو مبارز بالسيف سويسري، مثّل بلاده في الألعاب الأولمبية الصيفية 1976.

## روابط رياضية
جان بليز إيفيكوز على موقع أوليمبيديا (الإنجليزية)